# Logos
För asteroiden, se 58534 Logos. För albumet av Atlas Sound, se Logos (musikalbum).
Logos, grekiska λόγος, brukar oftast översättas med ord, men det har även många andra betydelser såsom princip, standard och logik. Begreppet logos har använts på flera olika sätt inom filosofi, analytisk psykologi, religion och retorik.

## Antikens filosofi
Logos användes av den grekiske filosofen Herakleitos för att beskriva mänsklig kunskap och universums inneboende ordning. Detta som en bakgrund till de ständiga förändringar som kännetecknar dagligt liv. Logos såsom universums inneboende rationalitet är också något av en föregångare till Carl Jungs koncept det kollektiva omedvetna.[källa behövs]
Vid Sokrates, Platons och Aristoteles tid var logos det ord som användes för att beskriva mänskligt resonerande, och människornas kunskap om världen och om sig själva. Platon, som hade tendenser åt mysticism, ägnade några av sina dialoger åt att förklara fåfängan i att beskriva logos som en levande varelse. Aristoteles, som studerade under Platon och som var en praktisk tänkare, var den som först utvecklade begreppet logik som en bild av reglerna för människans rationalitet.
Stoikerna förstod logos som universums besjälande kraft. Detta synsätt har påverkat hur senare tider - såsom 1900-talets psykologi[källa behövs] - sett på begreppet.

## Kristendomen

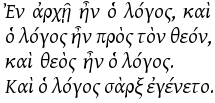
De inledande verserna i Johannesevangeliet (den så kallade Johannesprologen, vers 1-14).

I judisk och i kristen litteratur har ordet logos särskilt kommit att betyda Guds skapande och uppehållande ord, jfr Guds ord.
I Johannesprologen (Joh. 1:1-18) framställs Kristus som Guds logos som fanns hos honom från begynnelsen och genom vilken allting har blivit till. Logos har till slut inkarnerats, det vill säga blivit människa ("kött") i Kristus.
Särskilt under de första kristna århundradena spelade tanken på Kristus som den preexistente och den inkarnerade logos en stor roll, till exempel hos Justinus Martyren (logosteologi). Från 300-talet blev det vanligare att man i stället för logos talade om Sonen som den andra personen i Treenigheten, men ordet brukas även när man talar om den johanneiska teologin i Nya Testamentet.
Antitrinitarier lär att logos inte är synonymt med Jesus och att Joh. 1:1 istället hänvisar till Guds sätt att uttrycka sig själv; hans anledning, planer och syfte, i synnerhet som de förts till handling.

## Retoriken
I retorik är logos en av de tre delarna i övertygandet, persuasio (de andra två delarna är ethos och pathos). Aristoteles hävdade att dessa tre delar utgjorde själva argumentationen. Aristoteles anses även som grundaren till logiken efter hans studier av korrekta respektive inkorrekta slutledningar. Det finns även stora likheter mellan logosargument och Aristoteles syllogism teori. Man kan även beskriva logos med en latinsk benämning, docere (undervisa) som ses som undervisande eller upplysningsargumentation.
Logos vädjar till förnuft och fakta. Att vid övertygelse hänvisa till fakta, förnuft och realism skapar starka och trovärdiga argument. Dock måste argumenten inte nödvändigtvis vara sanna men ska åtminstone uppfattas som rimliga eller sannolika för att de ska accepteras av lyssnarna. Även om talaren framlägger logiska argument så måste talaren i sig ha en trovärdig karisma (ethos) och det finns väldigt få logiska argument som inte väcker känslor (pathos). 
Istället för att bara se till en övertalningsprocess så kan logosargument även användas i form av ett resonemang. Argumenten behöver inte endast innehålla bevis utan kan lika gärna innehålla resonemangsskäl. Ett exempel ur Lennart Hellspongs bok Konsten att tala, Handbok i praktisk retorik:
| ” | När man är ute och tågluffar så måste man helt enkelt prata med folk – för att hitta vägen, för att ordna mat, för att finna ett övernattningsställe. Och då tränar man språk. Och då tränar man språk på riktigt. Det lär man sig minst lika mycket av som att gå på en kurs och plugga i böcker. | „ |

Här används sakskäl och resonemangsskäl för att ge sig ut och tågluffa. Det sker ingen bindande bevisning utan logosargumenten hänvisar till förnuftet.